# Autoserica togoenis
Autoserica togoenis är en skalbaggsart som beskrevs av Moser 1916. Autoserica togoenis ingår i släktet Autoserica och familjen Melolonthidae. Inga underarter finns listade.